# AEW All Out
AEW All Out – cykl corocznych gal profesjonalnego wrestlingu produkowanych przez federację All Elite Wrestling i nadawanych na żywo w systemie pay-per-view. Jest również uważany za jeden z "wielkiej czwórki" PPV dla AEW, wraz z Double or Nothing, Full Gear i Revolution.

## Produkcja
Każda gala AEW All Out oferuje walki profesjonalnego wrestlingu z udziałem wrestlerów należących do federacji All Elite Wrestling. Oskryptowane rywalizacje (storyline’y) kreowane są podczas cotygodniowych gal Dynamite, Rampage, Dark i AEW Dark: Elevation. Wrestlerzy są przedstawieni jako heele (negatywni, źli zawodnicy i najczęściej wrogowie publiki) i face’owie (pozytywni, dobrzy i najczęściej ulubieńcy publiki), którzy rywalizują pomiędzy sobą w seriach walk mających budować napięcie. Kulminacją rywalizacji jest walka wrestlerska lub ich seria.
Inauguracyjna gala All Out odbyła się 31 sierpnia 2019 roku w Sears Centre Arena na przedmieściach Chicago w Hoffman Estates w stanie Illinois. To wydarzenie w 2019 roku było również drugim pay-per-view (PPV) wyprodukowanym przez All Elite Wrestling (AEW), który właśnie powstał w styczniu tego roku. Prezes i Chief Executive Officer AEW, Tony Khan, określił All Out jako jeden z "wielkiej czwórki" gal PPV, ich cztery największe gale tego roku produkowane kwartalnie, wraz z Double or Nothing, Full Gear i Revolution.

## Lista gal
| Gala           | Data                  | Lokalizacja               | Arena              | Walka wieczoru                                                                   | Przypis |
| -------------- | --------------------- | ------------------------- | ------------------ | -------------------------------------------------------------------------------- | ------- |
| All Out (2019) | 31 sierpnia 2019(dts) | Hoffman Estates, Illinois | Sears Centre Arena | Chris Jericho vs. Adam Page Singles match o AEW World Championship               | [ 5 ]   |
| All Out (2020) | 5 września 2020(dts)  | Jacksonville, Floryda     | Daily’s Place      | Jon Moxley (c) vs. MJF Singles match o AEW World Championship                    | [ 6 ]   |
| All Out (2021) | 5 września 2021(dts)  | Hoffman Estates, Illinois | Now Arena          | Kenny Omega (c) vs. Christian Cage Singles match o AEW World Championship        | [ 7 ]   |
| All Out (2022) | 4 września 2022(dts)  | Hoffman Estates, Illinois | Now Arena          | Jon Moxley (c) vs. CM Punk Singles match o AEW World Championship                | [ 8 ]   |
| All Out (2023) | 3 września 2023(dts)  | Chicago, Illinois         | United Center      | Orange Cassidy (c) vs. Jon Moxley Singles match o AEW International Championship | [ 9 ]   |
| All Out (2024) | 7 września 2024(dts)  | Hoffman Estates, Illinois | Now Arena          | Swerve Strickland vs. "Hangman" Adam Page Lights Out Steel Cage match            | [ 10 ]  |